# Instituto O'Higgins
Instituto O'Higgins is een private Katholieke school, gesitueerd in het centrum van Rancagua, Chili. Het instituut wordt geleid door de broeders Maristen.
Het werd in 1915 opgericht door vier broeders Maristen: Andrés, Donato, Cristobal and Salvador María. Bij de oprichting was het uitsluitend voor jongens, maar sinds 2000 worden ook meisjes toegelaten.

## Voetbalteam
In 1925 werd een eigen voetbalteam van de school samengesteld, de Club de Deportes Instituto O'Higgins, dat in 1954 fuseerde met het Braden Copper Company team, en zo de O'Higgins Braden club werd. Een jaar later, in 1955, fuseerde O'Higgins Braden met de voetbalclub América de Rancagua, en vormde zo de huidige Club Deportivo O'Higgins.
Het sportterrein van de school heet Estadio Marista (Marist-stadion), en ligt in het nabijgelegen stadje Machalí, vlak bij Rancagua.